# 모스라 2
모스라 2(モスラ2 海底の大決戦, Mothra 2: The Undersea Battle)는 일본에서 제작된 쿠니오 미요시 감독의 1997년 판타지, SF 영화이다. 고바야시 메구미 등이 주연으로 출연하였고 키타야마 히로아키 등이 제작에 참여하였다.

## 출연

### 주연
- 고바야시 메구미
- 야마구치 사야카

### 조연
- 하노 아키
- 미츠시마 히카리

## 제작진
- 원조: 타나카 토모유키